# Associazione Sportiva Lucchese Libertas 2004-2005
Questa pagina raccoglie le informazioni riguardanti l'Associazione Sportiva Lucchese Libertas nelle competizioni ufficiali della stagione 2004-2005.

## Stagione
Nella stagione 2004-2005 la Lucchese ha partecipato al trentaduesimo campionato di terza serie della sua storia, nella serie C1 girone A a 19 squadre.
A gennaio viene esonerato il tecnico Baldini sostituito da Walter Nicoletti.

## Risultati

### Campionato

#### Girone di andata
| 12 settembre 2004 1ª giornata | Frosinone | 1 – 2 | Lucchese |  |

| 19 settembre 2004 2ª giornata | Lucchese | 1 – 1 | Acireale |  |

| 26 settembre 2004 3ª giornata | Fidelis Andria | 2 – 1 | Lucchese |  |

| 3 ottobre 2004 4ª giornata | Lucchese | 4 – 3 | Prato |  |

| 10 ottobre 2004 5ª giornata | Cremonese | 1 – 3 | Lucchese |  |

| 17 ottobre 2004 6ª giornata | Pavia | 3 – 0 | Lucchese |  |

| 24 ottobre 2004 7ª giornata | Lucchese | 1 – 1 | Torres |  |

| 31 ottobre 2004 8ª giornata | Pro Patria | 2 – 0 | Lucchese |  |

| 7 novembre 2004 9ª giornata | Lucchese | 2 – 2 | Novara |  |

| 14 novembre 2004 10ª giornata | Spezia | 1 – 0 | Lucchese |  |

| 21 novembre 2004 11ª giornata | Lucchese | 1 – 1 | Vittoria |  |

| 28 novembre 2004 12ª giornata | Lumezzane | 1 – 1 | Lucchese |  |

| 5 dicembre 2004 13ª giornata | Lucchese | 1 – 1 | Pisa |  |

| 8 dicembre 2004 14ª giornata | Como | 1 – 1 | Lucchese |  |

| 12 dicembre 2004 15ª giornata | Lucchese | 0 – 1 | Grosseto |  |

| 19 dicembre 2004 16ª giornata | Pistoiese | 2 – 1 | Lucchese |  |

| 6 gennaio 2005 17ª giornata | Lucchese | 0 – 0 | Sangiovannese |  |

| 9 gennaio 2005 18ª giornata | Mantova | 4 – 0 | Lucchese |  |

| 16 gennaio 2005 19ª giornata |  | – Turno di riposo |  |  |

#### Girone di ritorno
| 23 gennaio 2005 20ª giornata | Lucchese | 2 – 2 | Frosinone |  |

| 30 gennaio 2005 21ª giornata | Acireale | 0 – 1 | Lucchese |  |

| 6 febbraio 2005 22ª giornata | Lucchese | 1 – 1 | Fidelis Andria |  |

| 13 febbraio 2005 23ª giornata | Prato | 1 – 1 | Lucchese |  |

| 16 febbraio 2005 24ª giornata | Lucchese | 1 – 2 | Cremonese |  |

| 20 febbraio 2005 25ª giornata | Lucchese | 1 – 2 | Pavia |  |

| 27 febbraio 2005 26ª giornata | Torres | 3 – 0 | Lucchese |  |

| 6 marzo 2005 27ª giornata | Lucchese | 1 – 1 | Pro Patria |  |

| 13 marzo 2005 28ª giornata | Novara | 0 – 2 | Lucchese |  |

| 20 marzo 2005 29ª giornata | Lucchese | 0 – 1 | Spezia |  |

| 26 marzo 2005 30ª giornata | Vittoria | 0 – 1 | Lucchese |  |

| 20 aprile 2005 31ª giornata | Lucchese | 2 – 0 | Lumezzane |  |

| 6 aprile 2005 32ª giornata | Pisa | 1 – 2 | Lucchese |  |

| 10 aprile 2005 33ª giornata | Lucchese | 1 – 0 | Como |  |

| 17 aprile 2005 34ª giornata | Grosseto | 0 – 0 | Lucchese |  |

| 24 aprile 2005 35ª giornata | Lucchese | 0 – 0 | Pistoiese |  |

| 1º maggio 2005 36ª giornata | Sangiovannese | 0 – 1 | Lucchese |  |

| 8 maggio 2005 37ª giornata | Lucchese | 0 – 2 | Mantova |  |

| 15 maggio 2005 38ª giornata |  | – Turno di riposo |  |  |